# 맥헨리 요새
맥헨리 요새(Fort McHenry)는 미국 메릴랜드주 볼티모어에 있는 별모양 요새이다. 이 요새에서 발생한 사건 중에서도 특히 잘 알려져 있는 것은 영국과의 1812년 전쟁 중인 1814년 9월 13일, 체서피크만에 침입한 영국 해군의 함대가 볼티모어 항구를 공격해 왔을 때, 방어에 성공한 것이다.
프랜시스 스콧 키의 시 〈별이 빛나는 깃발〉(The Star-Spangled Banner)을 짓도록 시상을 자극한 것은 이 요새에 대한 영국군의 함포 사격 이후 여전히 펄럭이는 깃발이었으며, 영국 노래 〈천상의 아나크레온에게〉에 멜로디를 붙여, 미국의 국가가 되었다.

## 역사

### 18세기
맥헨리 요새는 웻스톤 요새터에 지어졌다. 원래 이 요새는 1776년부터 1797년까지 볼티모어를 방어하던 곳이었다. 웻스톤 요새는 웻스톤 포인트(오늘 날의 로커스터 포인트 산업 지대) 반도에 세워졌으며, 이곳은 볼티모어의 항구와 베이슨(오늘날의 이너 하버)과 북부의 북서부 돌출부 그리고 더 미들과 남쪽의 파탑스코 강의 지류인 페리(오늘날의 서든)이 시작되는 곳이었다.
프랑스인 장 퐁신이 1798년에 이 요새를 설계했으며, 1798년과 1800년 사이에 지어졌다. 새 요새의 목적은 점점 중요해지는 볼티모어 항구를 미래의 적으로부터 방어를 향상시키기 위함이었다.
새 요새는 깊고, 넓게 파인 해자로 외부를 둘러싸고 5개의 별첨이 있는 형태로 지어졌다. 해자는 보병이 육상 기습으로부터 요새를 방호할 목적으로 만들어진 것이다. 그런 기습 공격이 수성군 첫 열에서 이뤄지면, 각 포인트, 또는 방어 거점이 십자포화를 퍼부울 수 있도록 만들어진 것이다.
맥헨리는 스코틀랜드계 아일랜드인 이민자로 외과의사이자, 군인이었던 미국 초창기의 정치인 제임스 맥헨리(1753년 11월 16일 - 1816년 5월 3일)의 이름을 따서 지은 것이다. 그는 매릴랜드 주 출신으로 대륙 회의에 파견된 특사로, 미국 헌법의 서명자이기도 했다. 이후 미국 전쟁부 장관(1796–1800)으로 임명되어 조지 워싱턴 대통령과 존 애덤스 대통령 밑에서 일을 했다.

### 19세기

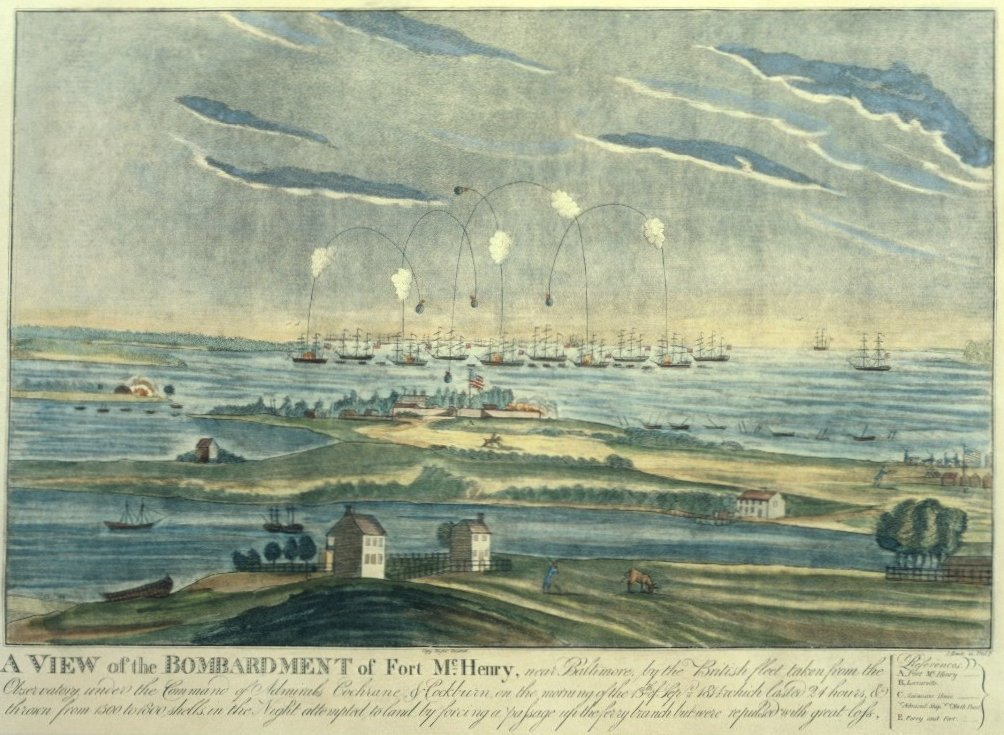
맥헨리 요새의 포격

1814년 9월 13일 오전 6시, 알렉산더 코크레인 부총독이 이끄는 영국군 전함이 맥헨리 요새에 25시간 동안 포격을 퍼부었다. 미군은 최대 사거리 1.5마일(2.4 km)짜리 18, 24, 38 파운드(8, 11, 17 kg) 대포를 보유하고 있었다. 그에 반해 영국군 대포는 사거리가 2마일(3 km)에 이르고 있었고, 포탄은 1.75 마일(2.8 km) 사거리를 가지고 있었지만, 정확도가 떨어졌다. 영국군은 22척의 침몰 선과 대포를 갖춘 이 요새의 방어를 해제하지 않고, 볼티모어로 침투할 수 없었다. 그러나 그들은 요새의 포탄 사거리를 감안해 근접 전투를 벌일 수는 없었다. 최대 사거리로 잡은 영국군 무기의 부정확한 포격과 짧은 미군 대포의 사거리로 인해 14일 아침 영국군이 탄환 부족으로 퇴각할 때까지 양측이 서로 손상을 거의 입히지 못했다.
그리하여 볼티모어 침공을 담당했던 영군 해군은 퇴각을 할 수 밖에 없었다. 영국 포격선은 단 한척만이 요새로부터 직격을 당해 한 명의 선원이 부상을 입었다.
미합중국군은 조지 아미스테드 명예 중령 휘하에 있었다. 미군은 흑인 병사와 보급품을 부대로 운반하다가 몸이 두 동강난 한 여성을 포함해 4명이 사망하고, 24명이 부상을 입었다. 포탄 중 일부는 화약고를 폭파시켰지만, 다행스럽게도 도화선이 젖어서 단지 포탄의 폭발로만 끝났다.

### 별이 박힌 깃발

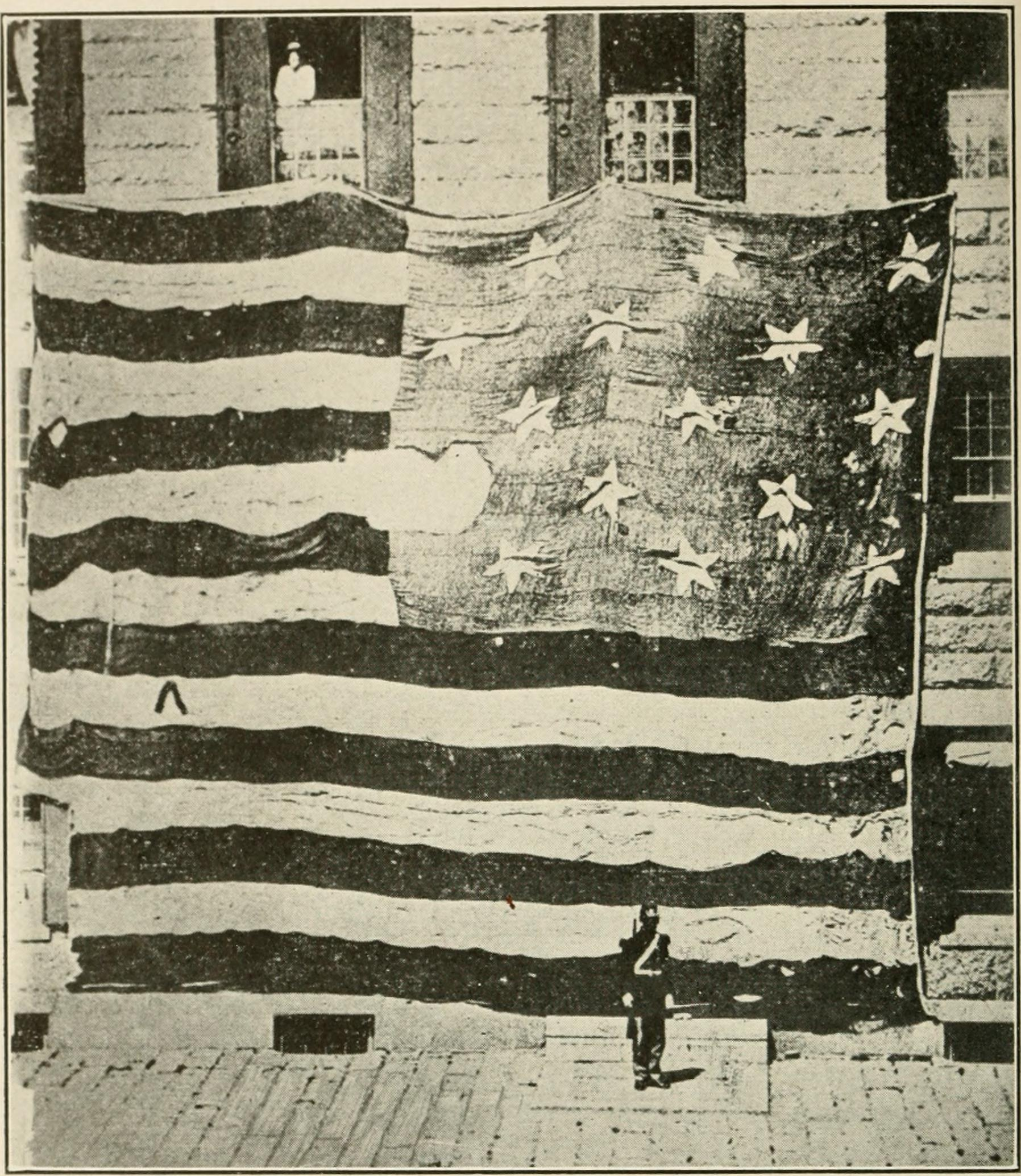
프랜시스 스콧 키가 1814년 목격한 포격 후에도 휘날렸던 깃발, 이 깃발은 요새 사령관 아미스테드 소령 가문에서 보관되다가, 1912년 스미소니언 박물관에 기증되었다.

워싱턴 변호사 프랜시스 스콧 키는 포로가 되었던 일반 시민 빈즈 박사의 석방 교섭을 위해 볼티모어에 와 있었지만, 가까운 곳에서 전투에는 참가하지 않은 배를 타고 함포 사격의 모습을 목격했다. 요새 미국 국기는 영국군의 공격을 예측하고 405.90 달러를 들여 메리 피커스길에 의뢰하여 초대형 사이즈로 만든 것이었다. 9월 14일 아침, 키는 소낙비 같은 포화 속에도 손상되지 않은 채 여전히 펄럭이는 그 깃발을 보고, 큰 감동을 받아 바로 그날 아침, 《맥헨리 요새의 방어》(The Defence of Fort McHenry)라는 시를 지었다. 이후 《별이 박힌 깃발》(The Star-Spangled Banner)이라고 이름을 바꾸어 미국의 국가에 채용되었다.

### 남북 전쟁
맥헨리 요새는 1848년 무렵까지 볼티모어 항구의 주요 방어 거점 역할을 하지만 이후 파탑스코 강에 만들어진 캐롤 요새에 그 역할을 넘어갔다.
남북 전쟁 동안 군사 감옥으로 사용되어, 남군 포로를 수용함과 동시에, 남군에 동조했다고 의심을 받은 메릴랜드 정치인도 많이 수감되었다. 이렇게 수감된 정치인들 중에는 새로 선출된 볼티모어 시장인 조지 윌리엄 브라운이 있었고, 정치인으로는 조지 P. 케인과 메랠린드 의회 의원들, 신문사의 편집장과 소유주도 있었다. 아이러니하게도, 프랜시스 스콧 키의 손자 프랜시스 키 하워드도 그렇게 붙잡힌 정치인 중 한 사람이었다. 또한 우연의 일치이겠지만, 제임스 맥헨리의 아들은 볼티모어 전투 시에 요새 수비대에 들어가 있었다.

### 이후
1차 세계 대전 때 요새 주변의 땅에 많은 건물이 지어졌으며, 유럽의 전장에서 후송되어 온 부상병을 위한 거대한 병원 시설로 개조되었다. 이 건물은 이후 철거되었지만, 요새 자체는 미영 전쟁 당시의 모습으로 보수되었다.
2차 세계 대전 때는 미국 해안 경비대의 기지로 사용되어, 볼티모어 항구를 지켰다.

### 국립기념물
요새는 [1925년에 국립 공원으로 지정되었다. 1939년 8월 11일, 재차 “미국 국립 기념물 및 역사적 성지” 로 지정되었으며, 이처럼 이중으로 지정된 것은 미국에서도 최초의 사례였다. 1966년 10월 15일에는 국가 등록 사적지로도 등록되었다. 새로운 깃발이 도안되면, 가장 먼저 맥헨리 요새에 게양하는 하는 것이 전통이 되었다. 국기의 별의 수가 49개로 되었을 때, 또한 50개가 되었을 때 먼저 이 요새에 게양되어 보존되고 있다.
요새는 볼티모어 근향 시민의 여가 중심이되어, 또한 관광객의 주요 목적지도되고 있다. 매년 수천명의 방문자가 미국 국기의 탄생지를 방문하고 있다.

### 오늘날
매년 9월 볼티모어시, 볼티모어 전투의 영예를 기리어 "보호의 날'로 경축하고 있다. 요새에서 개최되는 축제는 1년에 한 번 있는 축제이며, 주말에는 다양한 행사와 불꽃 놀이가 개최된다.
2005년 리빙 히스토리 소속의 봉사대, ‘맥헨리 요새 가드’가 국립공원국에 봉사한 모범 자원 봉사자 그룹으로, 조지 B. 하트조그 상을 수상했다. 이 그룹의 구성원으로 볼티모어 시장과 메릴랜드 주지사를 지낸 마틴 오맬리는 2003년에 그룹의 명예 대령이 되었다.
맥헨리 요새에 휘날렸던 깃발은 현재 스미스소니언 협회 국립 미국사 박물관에서 복구 과정을 거쳐 희미한 빛이 비추는 특별 전시관에서 전시 중이다.

## 같이 보기
- 미영 전쟁